# Zelim Tçkayev
Zelim Tçkayev (también escrito como Zelim Tckaev, en ruso: Зелим Цкаев; 2 de mayo de 1999) es un deportista azerbaiyano de origen daguestano que compite en judo.
Ganó una medalla de bronce en el Campeonato Mundial de Judo de 2025 y una medalla de bronce en el Campeonato Europeo de Judo de 2025, ambas en la categoría de –81 kg.

## Palmarés internacional
| Campeonato Mundial | Campeonato Mundial     | Campeonato Mundial | Campeonato Mundial |
| Año                | Lugar                  | Medalla            | Categoría          |
| ------------------ | ---------------------- | ------------------ | ------------------ |
| 2025               | Budapest (Hungría)     | Medalla de bronce  | –81 kg             |
| Campeonato Europeo |                        |                    |                    |
| Año                | Lugar                  | Medalla            | Categoría          |
| 2025               | Podgorica (Montenegro) | Medalla de bronce  | –81 kg             |